# 班德 (奥伦塞省)
班德，是西班牙加利西亚自治区奥伦塞省的一个市镇。总面积99平方公里，总人口2422人（2001年），人口密度24人/平方公里。